# Sado

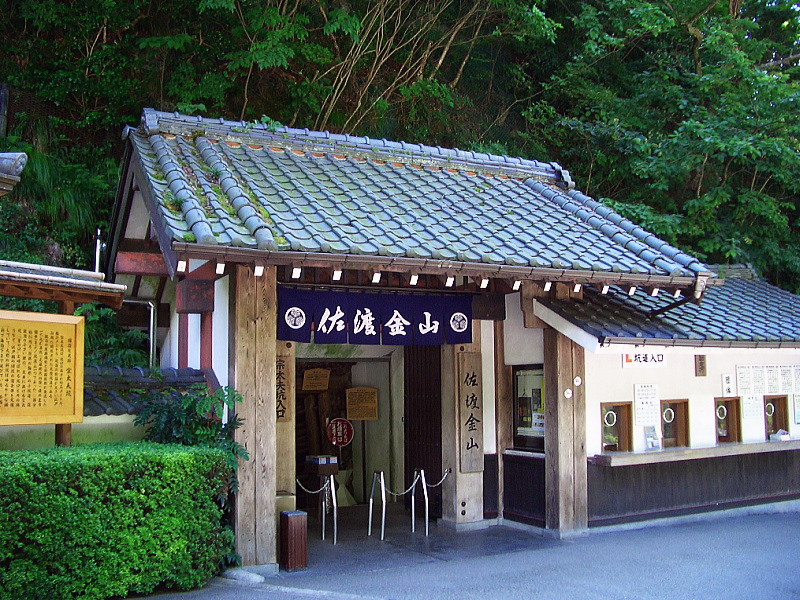
Intrarea minei de aur

Sado (佐渡市 Sado-shi?) este un municipiu din Japonia, prefectura Niigata. Municipiul este situat pe insula Sado.